# Državni službenik
Državna ili javna služba je naziv za djelatnost koju u državi, jedinici lokalne ili regionalne uprave ili samouprave obavljaju poslove državne, odnosno javne poslove. Osobe koje obavljaju te djelatnosti se nazivaju državnim ili javnim službenicima. U pravilu se pod time ne podrazumijevaju vojni poslovi, pa se u nekim jezicima za takvu službu rabi izraz civilna služba.
Sadržaj poslova državne službe, kao i način postajanja državnim službenikom, odnosno kriteriji koji bi državni službenici morali ispunjavati prije dolaska na dužnost, razlikovali su se kroz povijest. Razlikuju u raznim državama ovisno o političkom sustavu i zakonima. Državne službe koje se dobiju izborima - bilo neposrednim ili posrednim, odnosno imenovanjima od strane najviših tijela izvršne vlasti se nazivaju političkim funkcijama, a njihovi nositelji funkcionarima. S druge strane, javni funkcionari koje se dobiju kao redovni plaćeni posao na temelju stručnih kriterija se nazivaju birokratima. Osobe zaposlene u državnoj upravi, ali koji obavljaju uglavnom tehničke poslove (čistačice, zaštitari i sl.) se nazivaju javnim namještenicima.

## Povezani clanci
- Birokracija
- Mandarin
- Aparatčik
- Nomenklatura